# Энторинальная кора
Энторинальная кора (англ. entorhinal cortex) — часть коры головного мозга, расположенная в височной доле и относящаяся к гиппокамповой формации. Анатомически она подразделяется на латеральную часть и медиальную часть, в каждой из которых выделяется три слоя клеток (слои II, III и V) и один слой без клеток (лат. lamina dissecans на месте слоя IV). Энторинальная кора служит основным интерфейсом между новой корой и собственно гиппокампом. В медиальной энторинальной коре обнаружены нейроны решётки, нейроны направления головы и нейроны границы, которые проецируются на нейроны места собственно гиппокампа и играют важную роль в работе внутренней мозговой системы пространственной ориентации животного. Энторинальная кора также участвует в формировании памяти. При болезни Альцгеймера она поражается в первую очередь, ещё до проявления явных нарушений когнитивных способностей и поведения пациента.